# 1545 Thernöe
1545 Thernöe è un asteroide della fascia principale del diametro medio di circa 18,71 km. Scoperto nel 1941, presenta un'orbita caratterizzata da un semiasse maggiore pari a 2,7715088 UA e da un'eccentricità di 0,2377286, inclinata di 2,95552° rispetto all'eclittica.
L'asteroide è dedicato all'astronomo danese Karl August Thernöe.